# The Science of Sleep
The Science of Sleep (ook bekend als La Science des rêves) is een Franse film uit 2006.

## Verhaal
De verlegen Stéphane keert terug naar Parijs, naar het appartementencomplex waar hij is opgegroeid. Zijn moeder helpt hem aan een baan als grafisch medewerker maar deze blijkt uit zeer saaie taken te bestaan. Ook kan hij maar moeilijk overweg met zijn collega's. Hij ontmoet zijn buurvrouw Stéphanie en wordt verliefd op haar.
Als kind had Stéphane vaak lucide dromen en kon hij droom en werkelijkheid moeilijk uit elkaar houden. Dit probleem steekt nu weer de kop op. Ook blijken droom en werkelijkheid vaak ongemerkt in elkaar over te lopen en begint Stéphane parasomnisch gedrag te vertonen.
Om de verwarring nog groter te maken wordt in de film zowel Engels als Frans gesproken, soms zelfs tijdens hetzelfde gesprek.

## Rolverdeling
- Gael García Bernal als Stéphane
- Charlotte Gainsbourg als Stéphanie
- Emma de Caunes als Zoé
- Miou-Miou als Christine Miroux